# Breuil-Bois-Robert
Breuil-Bois-Robert és un municipi francès, situat al departament d'Yvelines i a la regió de Illa de França. L'any 2007 tenia 701 habitants.
Forma part del cantó de Bonnières-sur-Seine, del districte de Mantes-la-Jolie i de la Comunitat urbana Grand Paris Seine et Oise.

## Demografia

### Població
El 2007 la població de fet de Breuil-Bois-Robert era de 701 persones. Hi havia 250 famílies, de les quals 44 eren unipersonals (16 homes vivint sols i 28 dones vivint soles), 99 parelles sense fills, 103 parelles amb fills i 4 famílies monoparentals amb fills.
La població ha evolucionat segons el següent gràfic:
Habitants censats

### Habitatges
El 2007 hi havia 273 habitatges, 253 eren l'habitatge principal de la família, 5 eren segones residències i 15 estaven desocupats. 258 eren cases i 13 eren apartaments. Dels 253 habitatges principals, 219 estaven ocupats pels seus propietaris, 30 estaven llogats i ocupats pels llogaters i 4 estaven cedits a títol gratuït; 2 tenien una cambra, 9 en tenien dues, 36 en tenien tres, 48 en tenien quatre i 159 en tenien cinc o més. 219 habitatges disposaven pel capbaix d'una plaça de pàrquing. A 85 habitatges hi havia un automòbil i a 156 n'hi havia dos o més.

### Piràmide de població
La piràmide de població per edats i sexe el 2009 era:
| Homes | Edats   | Dones |
| ----- | ------- | ----- |
| 0     | 95 o +  | 0     |
| 0     | 90 a 94 | 8     |
| 0     | 85 a 89 | 8     |
| 8     | 80 a 84 | 0     |
| 4     | 75 a 79 | 12    |
| 4     | 70 a 74 | 4     |
| 8     | 65 a 69 | 8     |
| 16    | 60 a 64 | 4     |
| 32    | 55 a 59 | 8     |
| 20    | 50 a 54 | 36    |
| 40    | 45 a 49 | 36    |
| 28    | 40 a 44 | 16    |
| 20    | 35 a 39 | 28    |
| 20    | 30 a 34 | 16    |
| 16    | 25 a 29 | 20    |
| 12    | 20 a 24 | 20    |
| 40    | 15 a 19 | 24    |
| 32    | 10 a 14 | 16    |
| 8     | 5 a 9   | 32    |
| 12    | 0 a 4   | 8     |

## Economia
El 2007 la població en edat de treballar era de 483 persones, 344 eren actives i 139 eren inactives. De les 344 persones actives 327 estaven ocupades (165 homes i 162 dones) i 17 estaven aturades (8 homes i 9 dones). De les 139 persones inactives 49 estaven jubilades, 29 estaven estudiant i 61 estaven classificades com a «altres inactius».

### Ingressos
El 2009 a Breuil-Bois-Robert hi havia 258 unitats fiscals que integraven 685 persones, la mediana anual d'ingressos fiscals per persona era de 25.727 €.

### Activitats econòmiques
Dels 28 establiments que hi havia el 2007, 1 era d'una empresa de fabricació d'altres productes industrials, 5 d'empreses de construcció, 4 d'empreses de comerç i reparació d'automòbils, 2 d'empreses de transport, 3 d'empreses d'hostatgeria i restauració, 1 d'una empresa d'informació i comunicació, 2 d'empreses financeres, 1 d'una empresa immobiliària, 5 d'empreses de serveis, 1 d'una entitat de l'administració pública i 3 d'empreses classificades com a «altres activitats de serveis».
Dels 8 establiments de servei als particulars que hi havia el 2009, 1 era una funerària, 1 taller de reparació d'automòbils i de material agrícola, 1 establiment de lloguer de cotxes, 1 fusteria, 1 lampisteria, 1 empresa de construcció, 1 perruqueria i 1 restaurant.
L'any 2000 a Breuil-Bois-Robert hi havia 3 explotacions agrícoles.

## Equipaments sanitaris i escolars
El 2009 hi havia una escola elemental.

## Poblacions més properes
El següent diagrama mostra les poblacions més properes.